# Evota av Stirling
Evota av Stirling, född 1250, död 1310, var en skotsk jordägare och lokal berömdhet. Hon är känd för att genom sina proviantförsändelser har hjälpt garnisonen på Stirling Castle under engelsmännens belägring av Stirling 1304. 